# Barbara Gurtner

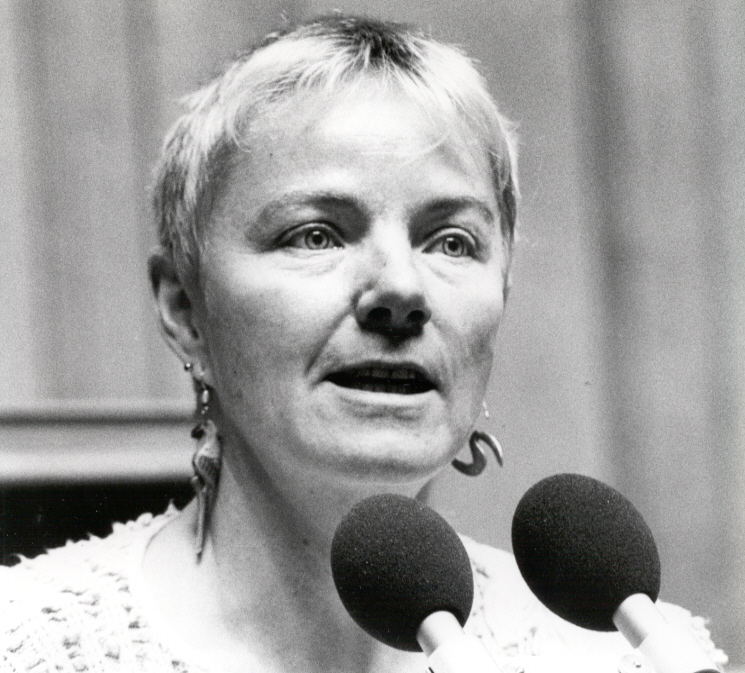
Barbara Gurtner (1986)

Barbara Gurtner-Schwarzenbach (* 6. September 1943) ist eine Schweizer Politikerin (POCH und Grünes Bündnis), die vor allem in den 1980er Jahren in Parlamenten aktiv war.

## Politische Tätigkeit
Barbara Gurtner vertrat die POCH im Nationalrat von 28. November 1983 bis 29. November 1987. Sie politisierte für die linke Partei im Stadtparlament der Stadt Bern, im Grossen Rat des Kantons Bern und im Nationalrat und vertrat insbesondere Anliegen der Frauenbewegung. 1984 sorgte sie im Nationalrat während der Debatte um sogenannte Leopard-Panzer mit einem Leopardenkostüm für Aufsehen.
Als Seniorin ist sie unter anderem Mitglied der Grossmütter Revolution.

## Leben
Barbara Gurtner wuchs in Spiez als Tochter eines Kunstmalers auf. Sie war als kaufmännische Angestellte an der Universität Bern und später als Erwachsenenbildnerin tätig. Sie ist Mutter zweier Töchter, hat vier Enkelkinder und lebt in Bern.